# مها عبد السلام
مها عبد السلام (مواليد 8 يونيو 1998) هي لاعبة غطس مصرية، مثّلت مصر في أولمبياد ريو دي جانيرو 2016 وحلت في المركز الرابع والعشرين في الدور التمهيدي من منافسات الغطس 10م منصّة.

## روابط خارجية
- مها عبد السلام على موقع الاتحاد الدولي للسباحة (الإنجليزية)
- مها عبد السلام على موقع قاعدة بيانات الغوص IAT (الألمانية)
- مها عبد السلام على موقع اللجنة الأولمبية الدولية (الإنجليزية)
- مها عبد السلام على موقع أوليمبيديا (الإنجليزية)